# Aquidaban (cuirassé)
L’Aquidabã, ou Aquidaban, est un cuirassé à coque en fer construit pour le Brésil au milieu des années 1880. Il tire son nom du Río Aquidabán (en), un affluent du Río Paraguay. Il a participé aux deux révoltes de l'armada. Au cours de la seconde, en 1894, il a été coulé par un torpilleur du gouvernement. Une fois remis à flot, il a été envoyé en Allemagne pour être réparé et modernisé. Il a été coulé définitivement en janvier 1906, lors d'un voyage de routine, par l'explosion de sa soute à munition, qui a fait de très nombreuses victimes.

## Conception

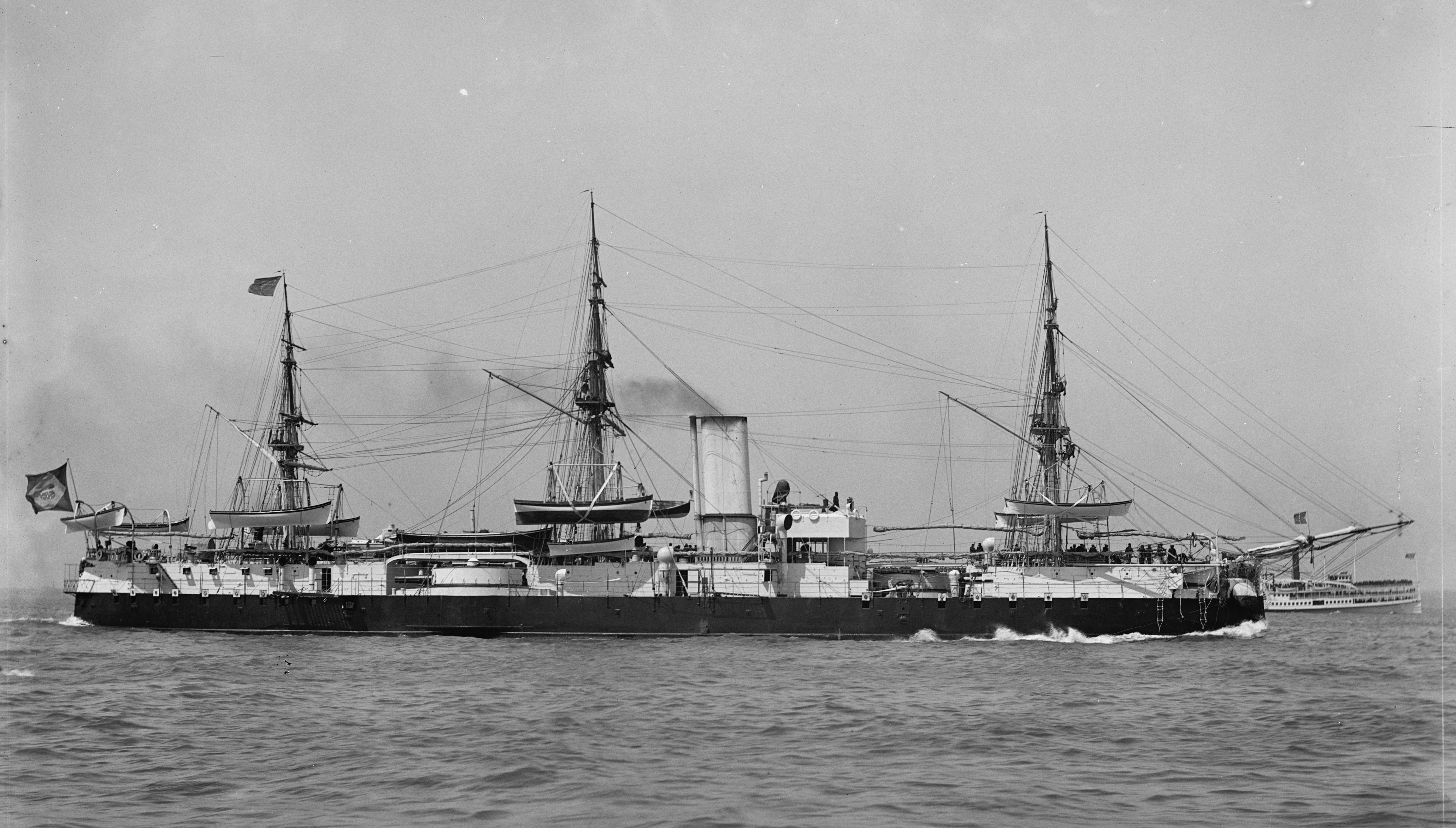
L’Aquidabã au large des côtes américaines, probablement en 1893.

L’Aquidabã faisait 85,4 m de long, 15,86 m de large et avait un tirant d'eau de 5,59 m. Il déplaçait 4 921 tonnes et avait un équipage de 277 hommes. Il avait deux arbres d'hélices et huit chaudières qui produisaient théoriquement jusqu'à 6 500 chevaux-vapeur, pour une vitesse maximale de   15,8 nœuds (29,3 km/h). Il pouvait embarquer jusqu'à 300 tonnes de charbon, poids porté à 800 tonnes après sa modernisation.
Son armement principal était constitué de quatre canons de 234 mm montés dans deux tourelles latérales décalées « en échelon » : la tourelle avant se trouvait à bâbord et la tourelle arrière à tribord. Son armement secondaire comprenait quatre canons de 140 mm, deux à l'avant et deux à l'arrière et treize canons de 1 livre, tous montés séparément. Le navire possédait également cinq tubes lance-torpilles de 360 mm, trois au-dessus de la ligne de flottaison et deux submergés. Il avait un blindage compound (en). Sa ceinture blindée était épaisse de 280 mm dans la partie centrale du navire, où étaient situés ses éléments les plus importants, notamment ses salles des machines et ses soutes à munitions. Aux extrémités, son épaisseur était réduite à 180 mm. Les tourelles principales étaient également protégées par un blindage de 180 mm, ainsi que son château,.

## Construction et carrière
L’Aquidabã a été construit en Angleterre par Frères Samuda pour 345 000 livres sterling ; sa quille a été posée le 18 juin 1883 et il a été lancé le 17 janvier 1885,. Il s'agissait d'une version légèrement réduite du cuirassé Riachuelo (en), un peu plus courte, un peu plus légère et avec une seule cheminée. Il a essayé son artillerie le 14 août et quitté l'Angleterre le 16 décembre, faisant escale à Lisbonne et Bahia avant d'atteindre sa destination finale de Rio de Janeiro le 29 janvier 1886.

### Révoltes

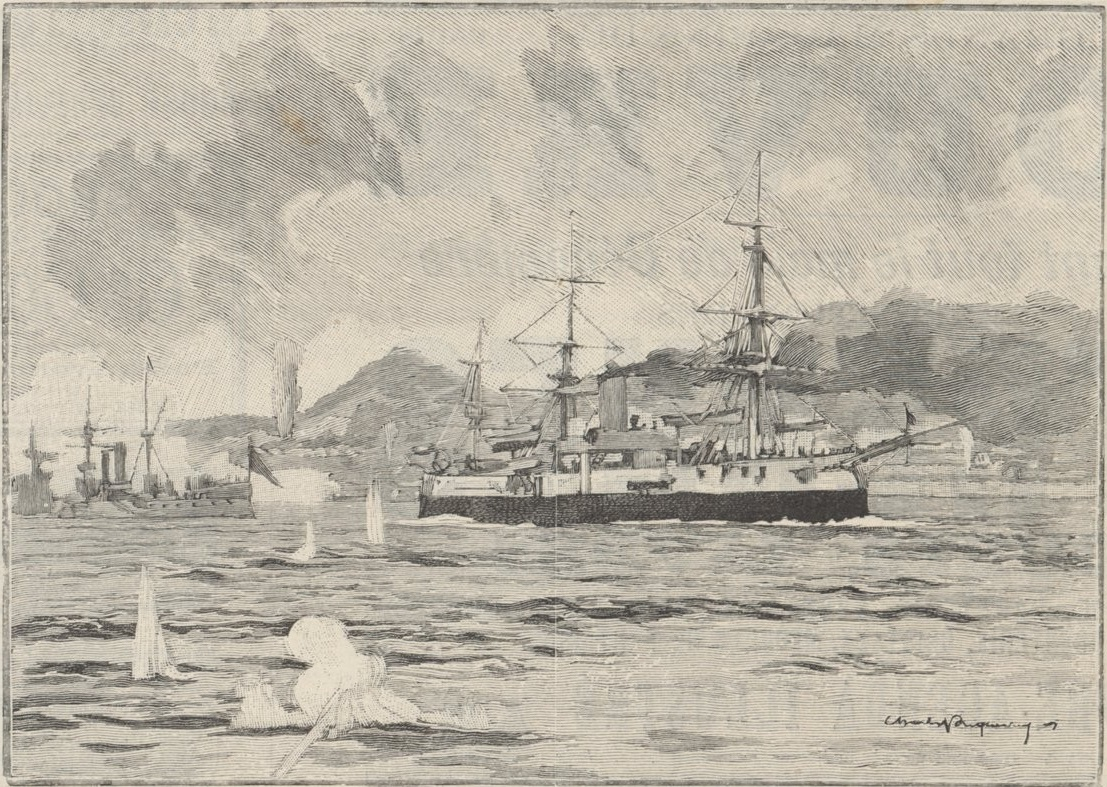
L’Aquidaban bombarde les forts de Rio de Janeiro (dessin de Fouqueray d'après une photographie, publié dans Le Monde Illustré no 1.916, le 12 décembre 1893.).

L’Aquidabã a participé à la première révolte de l'Armada, lancée le 23 novembre 1891 par le contre-amiral Custódio de Melo. Deux ans plus tard, il a voyagé aux États-Unis pour prendre part à la Revue navale de 1893 (sous la présidence de Grover Cleveland). Plus tard dans l'année, il a été le vaisseau-amiral de la seconde révolte de l'Armada, également dirigée par de Melo. Le 16 avril 1894 à l'aube, il se trouvait à l'ancre au large de la côte de Santa Catarina, près de la Forteresse d'Anhatomirim, lorsqu'il a été attaqué par quatre torpilleurs du gouvernement. Il a été atteint par deux torpilles et a coulé en eau peu profonde, sans avoir causé beaucoup de dégâts à ses adversaires. 
Cette bataille, qui marque le premier usage de torpilles dans la marine brésilienne, a coïncidé avec la fin de la révolte. Les membres du gouvernement révolutionnaire basé à Desterro, sur l'île de Santa Catarina, se sont enfuis à terre ; le colonel loyaliste Antônio Moreira César a ensuite repris le contrôle de la ville. Remis à flot en juin 1894 par les forces gouvernementales, l’Aquidabã a été rapidement renommé d'abord Dezesseis de Abril (16 avril), puis Vinte e Quatro de Maio (24 mai), pour le punir d'avoir participé à deux révoltes en quatre ans. Partiellement réparé, il est parti pour Stettin, en Allemagne, et Elswick (en), en Angleterre, pour y subir des réparations complètes et une modernisation,. Ces travaux ont duré de 1897 à 1898 ; ils ont comporté l'installation de deux lourds mâts de bataille.

### Fin de carrière

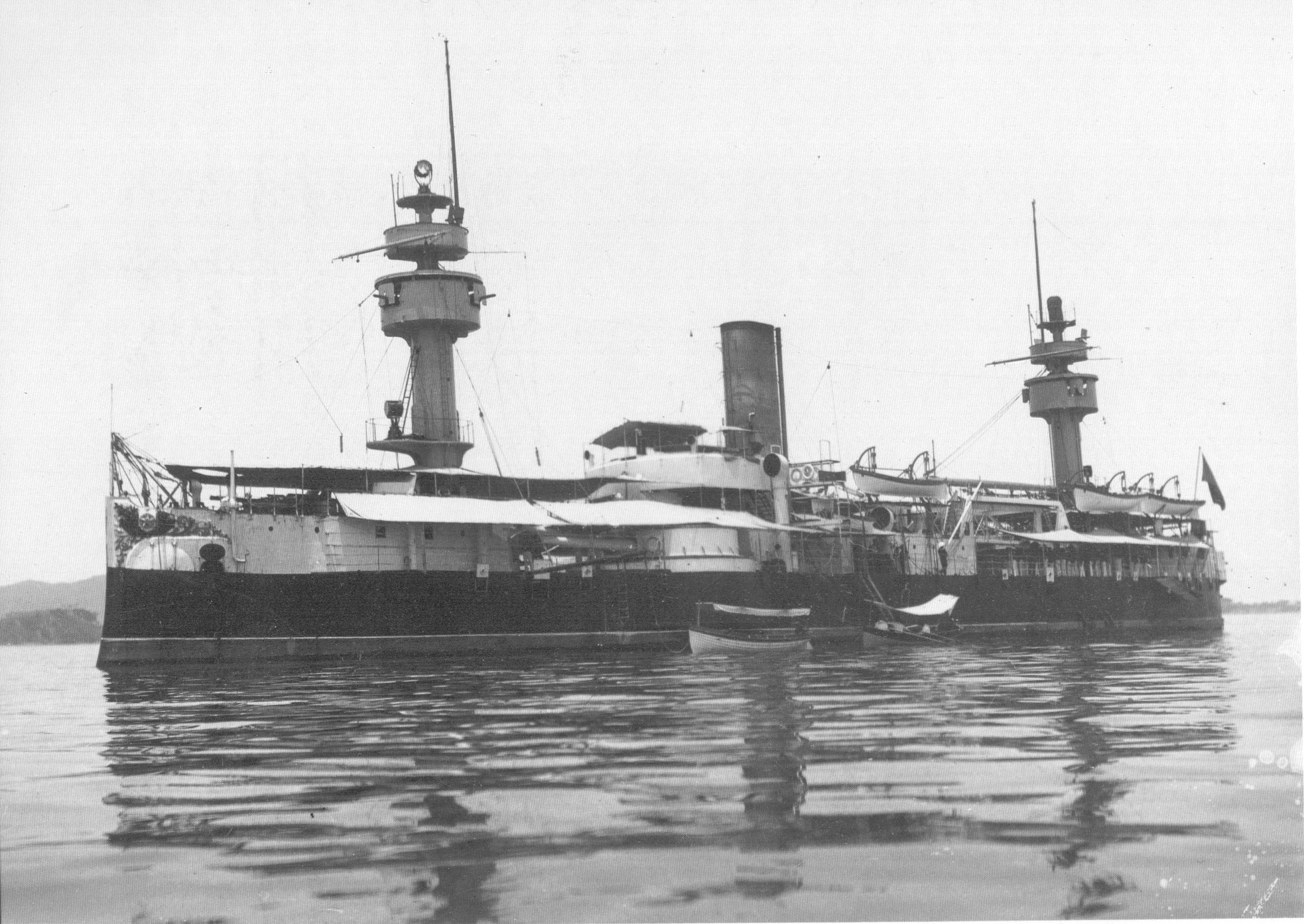
L’Aquidabã entre 1898 et 1904, comme le montrent ses deux mâts.

En 1900, il a été à nouveau renommé, pour retrouver son nom d'origine. En 1904, il a été à nouveau modernisé sur l’Ilha das Cobras (l'île des Cobras), près de Rio de Janeiro. Les deux mâts installés en 1898 et deux tubes lance-torpilles ont été retirés,. L’Aquidabã a fait de nombreux voyages à cette époque pour tester la nouvelle télégraphie sans fil et entraîner des cadets.
Le 21 janvier 1906, il était prévu que l’Aquidabã se rende au port de Jacarepaguá, près de Rio de Janeiro, pour accueillir et escorter le ministre de la marine et son cabinet, qui se trouvaient sur le croiseur Barroso. Ceux-ci inspectaient des sites pour la création d'un arsenal. Vers 22 h 45, alors qu'il se trouvait amarré dans la baie de Jacuacanga, près d'Ilha Grande (l'île grande), sa soute à munitions a explosé, coulant le navire en moins de trois minutes. 212 personnes ont été tuées, dont 3 amiraux et la plupart des officiers, et 36 ont été blessées ; 98 ont survécu,.